# Nous voulons Dieu!
Nous voulons Dieu! est un cantique populaire marial catholique composé en 1882 par l'abbé François-Xavier Moreau (1827-1905). 

## Histoire: un cri de ralliement contre-révolutionnaire

### Origine: le pèlerinage marial de la Touraine aux accents de Croisade
Nous voulons Dieu! est publié pour la première fois le 11 septembre 1882 par l'abbé François-Xavier Moreau, curé de Soligny, en l'honneur de Notre-Dame-de-Lourdes et à l'occasion du pèlerinage de la Touraine. Composé dans le contexte  du refus des Lois Jules Ferry de 1881-1882, Nous voulons Dieu! est "un triomphe, à la fois poétique et musical" pour l'abbé François-Xavier Moreau dès 1882. Il est composé sur un cri de ralliement dont l'abbé Joseph Lehmann se fait l'écho en expliquant qu'il est repris au pape Urbain II qui prêchait la croisade au cri de Deus vult, Dieu le veut:

« Nous voulons Dieu! Dieu le veut en 1095. Nous voulons Dieu en 1882. Oui, puisqu'on chasse Dieu; nous voulons Dieu, nous n'entendons pas nous passer de Lui. Nous voulons qu'Il règne sur nous: volumus hunc regnare super nos. Nous voulons Dieu dans nos écoles [...] Nous voulons Dieu à nos foyers [...] Nous voulons Dieu, c'est le cri de notre Alliance! Dieu le veut, nous voulons Dieu! »

— Abbé Joseph Lehmann

### Popularité d'un cantique politisé depuis 1900
Face à l'anti-cléricalisme de la Troisième République, ce chant se répand "comme une traînée de feu" partout en France dans les années 1880. Dès 1888, le cantique Nous voulons Dieu se range parmi les classiques du pèlerinage de Lourdes, aux côtés de l'Ave Maria de Lourdes. Le parallèle entre la croisade et la résistance de l'Eglise face aux lois anti-cléricales est repris en chaire par des évêques comme Monseigneur Pierre-Emmanuel Bouvier, évêque de Tarentaise, en 1894. Ce cantique gagne en popularité face aux attaques des "sectaires", les Républicains, et il est largement diffusé parmi les Œuvres ouvrières chrétiennes.
Alors que les lois anti-cléricales se multiplient et que la Troisième République impose l'inventaire des biens de l'Eglise, les chrétiens se rassemblent dans les églises pour une bénédiction du Saint-Sacrement, un chapelet, un chant du Parce Domine, ou de cantiques Je suis Chrétien, Nous voulons Dieu, Sauvez Rome et la France, cantiques "propres à entretenir la ferveur" à Angers en Normandie, à Brison dans les Alpes, ou encore en Bretagne, tandis que les instructeurs républicains font chanter Le Régiment de Sambre-et-Meuse et que les enfants des socialistes reprennent L'Internationale "à tue-tête". En 1903 lors de l'inauguration de la statue d'Ernest Renan devant la cathédrale de Tréguier et de nouveau en 1923 lors de la célébration de son centenaire, les catholiques en guise de protestation à ces évènements entonnent Nous voulons Dieu! avec le renfort du grand-orgue de la Cathédrale.

### Entre désuétude et marqueur identitaire depuis les années 1970
Sous l'Occupation, la popularité retrouvée du cantique Nous voulons Dieu! manifeste un "discours plus radical" qui remet la laïcité en question.
Le cantique qui bénéficie d'une popularité qui dépasse les frontières de l'Hexagone est traduit en plusieurs langues, dont le portugais en 1921, Queremos Deus, et l'espagnol sous le nom de Tu reinaras. Le cantique est particulièrement populaire aux Antilles, et il réimprimé en 1970
À partir des années 1970, ce chant devient un marqueur du mouvement traditionaliste, notamment à Saint-Nicolas-du-Chardonnay ou au Pèlerinage de Chartres.
Au Québec, en 1983, le cantique est réimprimé au titre de "chant folklorique".

## Culture
La mélodie très populaire du cantique Nous voulons Dieu! a souvent été reprise par d'autres, comme par Thérèse de Lisieux qui l'a utilisée pour un cantique qu'elle a composé en l'honneur de Saint Joseph.
Le cantique Nous voulons Dieu! qui était un cri de ralliement contre les inventaires de la République est mentionné par Jean d'Ormesson dans son roman Au plaisir de Dieu, et il est chanté dans le premier épisode de la série télévisée Au plaisir de Dieu adaptée du roman.

## Paroles
1.
Nous voulons Dieu, Vierge Marie,

Prête l'oreille à nos accents ;

Nous t'implorons, Mère chérie,

Viens au secours de tes enfants.
Refrain
Bénis, ô tendre Mère,

Ce cri de notre foi :

Nous voulons Dieu ! C'est notre Père,

Nous voulons Dieu ! C'est notre Roi.
2.
Nous voulons Dieu ! ce cri de l'âme

Que nous poussons à ton autel,

Ce cri d'amour qui nous enflamme,

Par toi qu'il monte jusqu'au ciel.
3.
Nous voulons Dieu dans la famille,

Dans l'âme de nos chers enfants ;

Pour que la foi s'accroisse et brille

A nos foyers reconnaissants.
4.
Nous voulons Dieu ! Sa sainte image

Doit présider aux jugements ;

Nous le voulons au mariage

Comme au chevet de nos mourants.
5.
Nous voulons Dieu pour que l'Eglise

Puisse enseigner la vérité

Combattre l'erreur qui divise,

Prêcher à tous la charité.
6.
Nous voulons Dieu ! le ciel se voile

La tempête agite les flots ;

Brille sur nous, ô blanche étoile,

Conduis au port les matelots.